# 哈达马尔
哈达马尔（德語：Hadamar，發音：[ˈhaːdamaʁ] ⓘ）是德国黑森州吉森行政区林堡-魏尔堡县的城市，面积40.99平方千米，2023年12月31日人口为13,093人。